# Emily Wells
 (février 2023).
Emily Wells, née le 20 novembre 1981, est une musicienne américaine dont la musique est souvent qualifiée de mélange entre le hip-hop et la musique classique, bien qu'elle revendique aussi des influences folk ou jazz. Violoniste à la base, elle utilise également d'autres instruments comme les synthétiseurs, le glockenspiel ou encore le mélodica et fait souvent usage de l'oversampling lorsqu'elle se produit sur scène.

## Biographie
Emily Wells nait à Amarillo, au Texas, le 20 novembre 1981. Elle commence à apprendre le violon à l'âge de quatre ans. À l'âge de 17 ans environ, des maisons de disques commencent à s'intéresser à elle mais elle choisit d'éditer elle-même ses premiers albums. En 2007, elle compose la musique du court-métrage In the Spotlight réalisé par Hilary Goldberg puis en 2013, elle écrit la chanson Becomes the Color pour le film Stoker réalisé par Park Chan-wook et, en 2025, celle de Plainclothes de Carmen Emmi.